# Державні баланси запасів корисних копалин України
Державні баланси запасів корисних копалин України (грос. осударственные балансы запасов полезных ископаемых Украины, англ. State balances of Ukrainian minerals reserve, нім. Staatsbilanzen der Vorräte von nutzbaren der Ukraine) — зведення відомостей про кількість, якість, ступінь вивченості корисних копалин в родовищах, які мають промислове значення, їх розміщення, ступені промислового освоєння та забезпеченості промисловості розвіданими запасами корисних копалин.